# Ex rel. de los Estados Unidos Gerald Mayo contra Satán y su equipo
Ex rel. de los Estados Unidos Gerald Mayo contra Satán y su equipo, 54 F.R.D. 282 (W.D.Pa. 1971), fue un caso de corte en cual un hombre inició un litigio en contra de Satán y sus sirvientes en una corte de distrito de los Estados Unidos. Esta causa fue descartada por razones de procedimiento.

## La causa
Gerald Mayo llenó una reclamación ante una Corte de Distrito de los Estados Unidos en el Distrito occidental de Pensilvania en la cual
Mayo alegó "Satán en numerosas ocasiones causó al demandante miseria y amenazas injustificadas, en contra de la voluntad del demandante, que Satán ha puesto deliberados obstáculos en su camino y causó la ruina del demandante" y por tanto lo ha "privado de sus derechos constitucionales". Esto está prohibido bajo varias secciones del Código de los Estados Unidos.. Mayo llenó in forma pauperis - esto es, él afirmó que el no sería capaz de cubrir los costos asociados con su litigio y por lo tanto debían ser descartados.

## La decisión
En su decisión, el juez del Tribunal de distrito de los Estados Unidos Gerald J. Weber primero notó que la situación jurisdiccional no era clara. Mientras que no había registro de previos casos iniciados por o contra Satán y por tanto no existía precedente oficial, había un "reporte no oficial de un juicio en Nuevo Hampshire donde este acusado llenó una acción de ejecución hipotecaria como demandante", una referencia a la historia corta "El Diablo y Daniel Webster". El juez Weber sugirió que el acusado (Que en la historia había asegurado ser un ciudadano de los Estados Unidos), si fuere a aparecer, podría haber reclamado el cese de las acciones legales clamando una falta de jurisdicción personal.  En este contexto, la corte notó que Satán era un príncipe extranjero, pero no había habido ocasión de certificar si, siendo demandado en la posición de acusado, el podría clamar inmunidad soberana contra la causa.
El juez Weber también notó que el caso era ciertamente apropiado para el estatus de acción de clase, y que no estaba claro entonces si Mayo podría propiamente representar los intereses de la entera (inmensa) clase. Por tanto, entonces, la corte negó el pedido de proceder in forma pauperis ya que el demandante no había incluido instrucciones sobre como el Cuerpo de Alguaciles de Estados Unidos podría ejecutar la sentencia sobre Satán.